# Allées du Président-Franklin-Roosevelt
Esplanade François-Mitterrand
Cet article possède un paronyme, voir Avenue Franklin-Roosevelt.
Les allées du Président-Franklin-Roosevelt (en occitan : andadas del President Franklin Roosevelt) et l'esplanade François-Mitterrand (en occitan : esplanada François Mitterrand) sont deux voies publiques de Toulouse, chef-lieu de la région Occitanie, dans le Midi de la France. Depuis 1946, le sol des allées est protégé avec la place du Président-Thomas-Wilson par une inscription sur la liste des sites inscrits et, en 1986, les allées ont été intégrées au site patrimonial remarquable.

## Situation et accès

### Description
Elles se situent au nord-est du centre historique, dans le quartier Saint-Georges, dans le secteur 1 - Centre. 

### Voies rencontrées
Les allées du Président-Franklin-Roosevelt rencontrent les voies suivantes, dans l'ordre des numéros croissants (« g » indique que la rue se situe à gauche, « d » à droite) :
1. Place du Président-Thomas-Wilson
2. Boulevard de Strasbourg (g)
3. Boulevard Lazare-Carnot (d)

### Transports
Les allées du Président-Franklin-Roosevelt sont desservies à la station Jean-Jaurès par les deux lignes de métro  et . Elle est parcourue par la navette Ville, tandis que les lignes de bus L1L8L9 1423Aéroport passent à proximité, sur les boulevards de Strasbourg et Lazare-Carnot et les allées Jean-Jaurès.

## Odonymie
Les allées ont été nommées en 1922 d'après Theodore Roosevelt (1858-1919) : la municipalité toulousaine entendait rendre hommage au président des États-Unis de 1901 à 1909, qui avait apporté son soutien moral à l'intervention américaine aux côtés des Alliés durant la Première Guerre mondiale. Il s'était, dès 1914 et malgré l'opposition d'une grande partie de l'opinion américaine isolationniste, prononcé contre la politique de neutralité menée par le président Thomas Woodrow Wilson. D'ailleurs, ses quatre fils participèrent à la guerre : Theodore Jr, commandant dans la 1re division américaine ; Kermit, officier dans les troupes britanniques engagées en Irak, puis capitaine dans une unité d'artillerie de la 1re division en France ; Archibald, capitaine dans la 1re division ; Quentin, sous-lieutenant au 95e escadron aérien, tué le 14 juillet 1918 au combat, au-dessus de Chamery (Aisne).
Après la Seconde Guerre mondiale, c'est cependant le neveu de Theodore, Franklin Delano Roosevelt, président des États-Unis de 1933 à 1945, qui l'a remplacé. Son rôle prépondérant dans l'engagement des États-Unis dans la guerre, assumant ses fonctions de commandant en chef de l'armée américaine et déterminé jusqu'à la victoire des Alliés, ont effacé le souvenir de Theodore Roosevelt.
Le 28 septembre 2007, l'espace central des allées est nommé esplanade François-Mitterrand, en souvenir de François Mitterrand (1916-1996), premier président socialiste de la Cinquième République de 1981 à 1995, figure majeure de la politique française de la deuxième moitié du XXe siècle.
Lorsque les allées furent aménagées entre 1820 et 1825, elles furent d'abord désignées comme l'avenue d'Angoulême, nom que portaient également la place (actuelle place du Président-Thomas-Wilson) et la rue qui les prolongent au sud-ouest (actuelle rue Lafayette), et les allées qui les prolongent au nord-est (actuelles allées Jean-Jaurès). Quelques années seulement après la Restauration de la monarchie, les autorités municipales entendaient en effet honorer la famille royale et particulièrement le prince Louis, duc d'Angoulême et fils du comte d'Artois Charles – futur Charles X. Le changement de régime et de dynastie, après la Révolution de 1830, provoqua un changement de nom, et l'avenue d'Angoulême devint l'avenue Lafayette : Gilbert du Motier de La Fayette (1757-1834), héros de la guerre d'indépendance des États-Unis, avait été une des personnalités de premier plan de la Révolution française jusqu'en 1793, date à laquelle il avait été capturé par les Autrichiens alors qu'il fuyait la Terreur ; resté hostile au Premier Empire après son retour en France en 1800, puis opposé au régime de la Restauration et il avait soutenu les Trois journées qui renversèrent Charles X au profit de Louis-Philippe, mais retourna pourtant, une dernière fois, dans l'opposition après 1832.

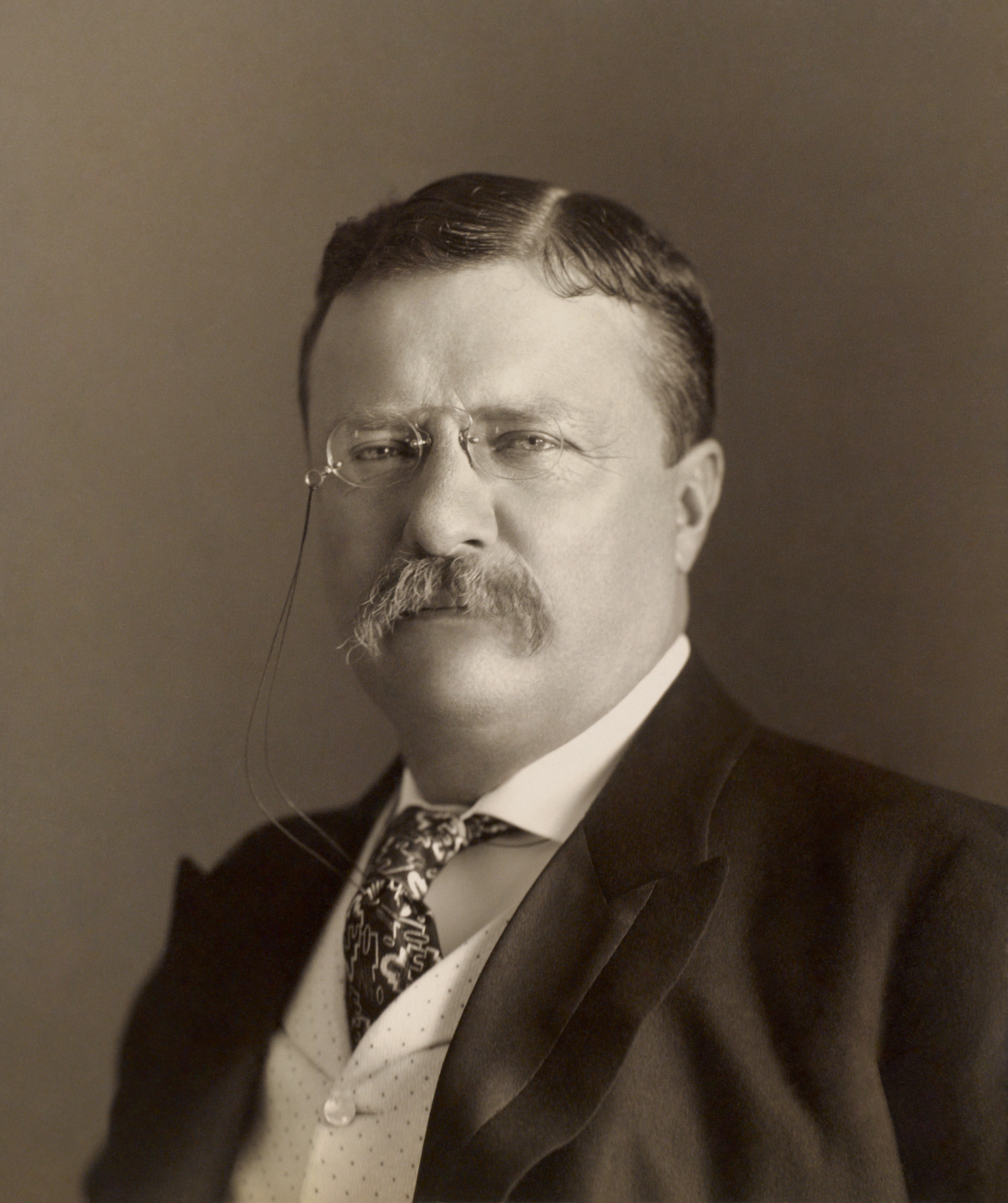
Theodore Roosevelt (1904, Bibliothèque du Congrès).
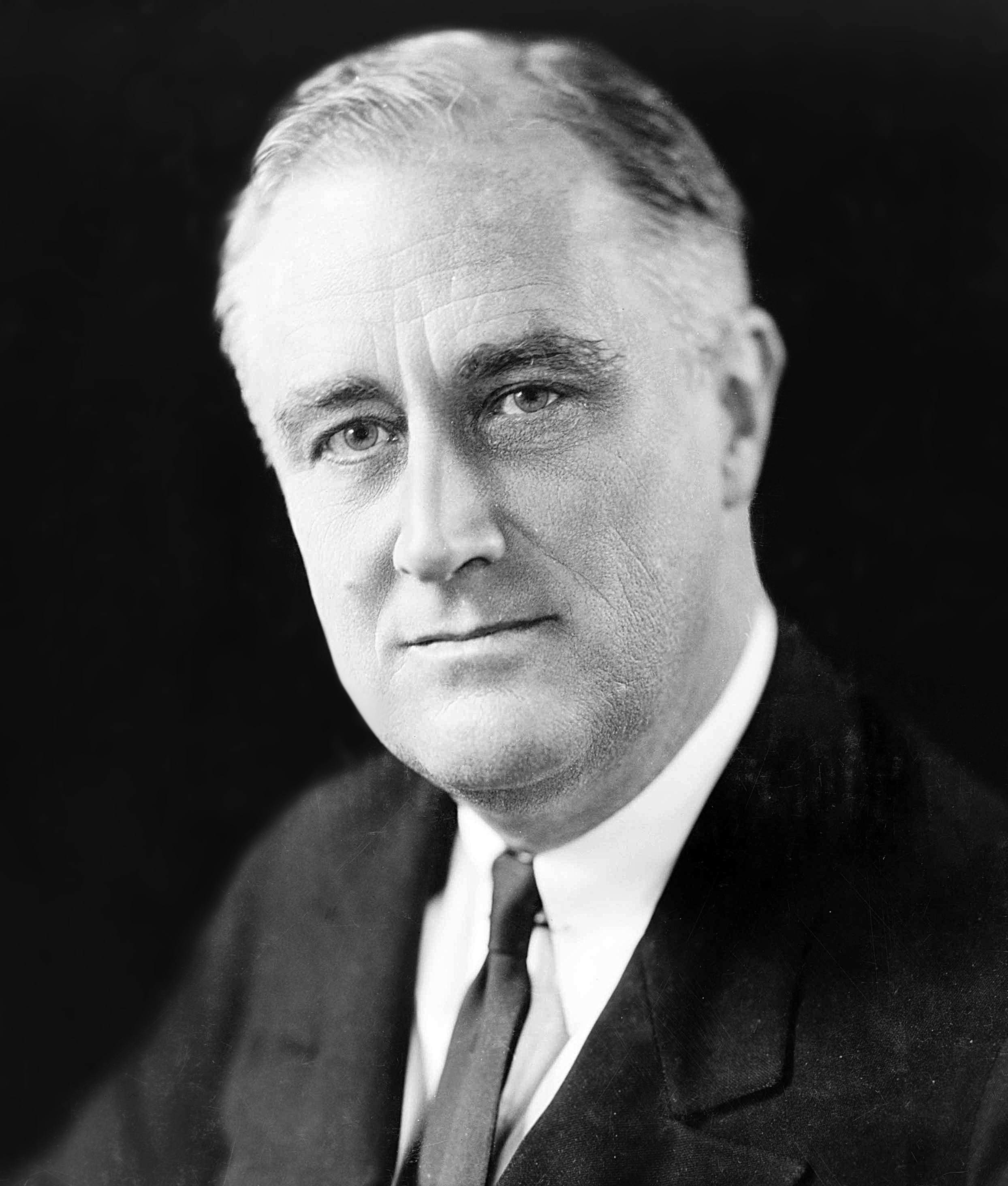
Franklin Roosevelt, par Elias Goldensky (1933, Bibliothèque du Congrès).
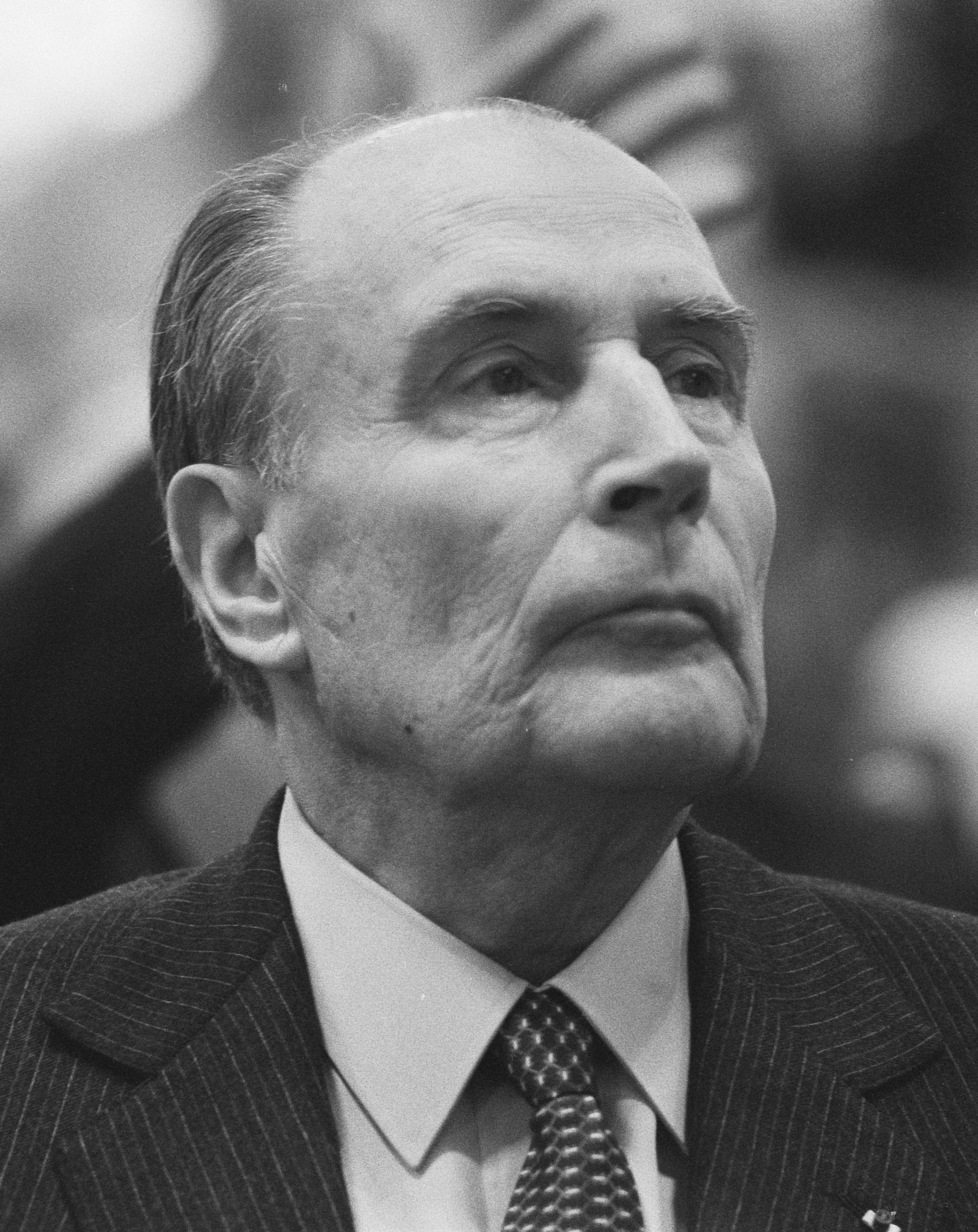
François Mitterrand, par Rob Croes (1988).

## Histoire

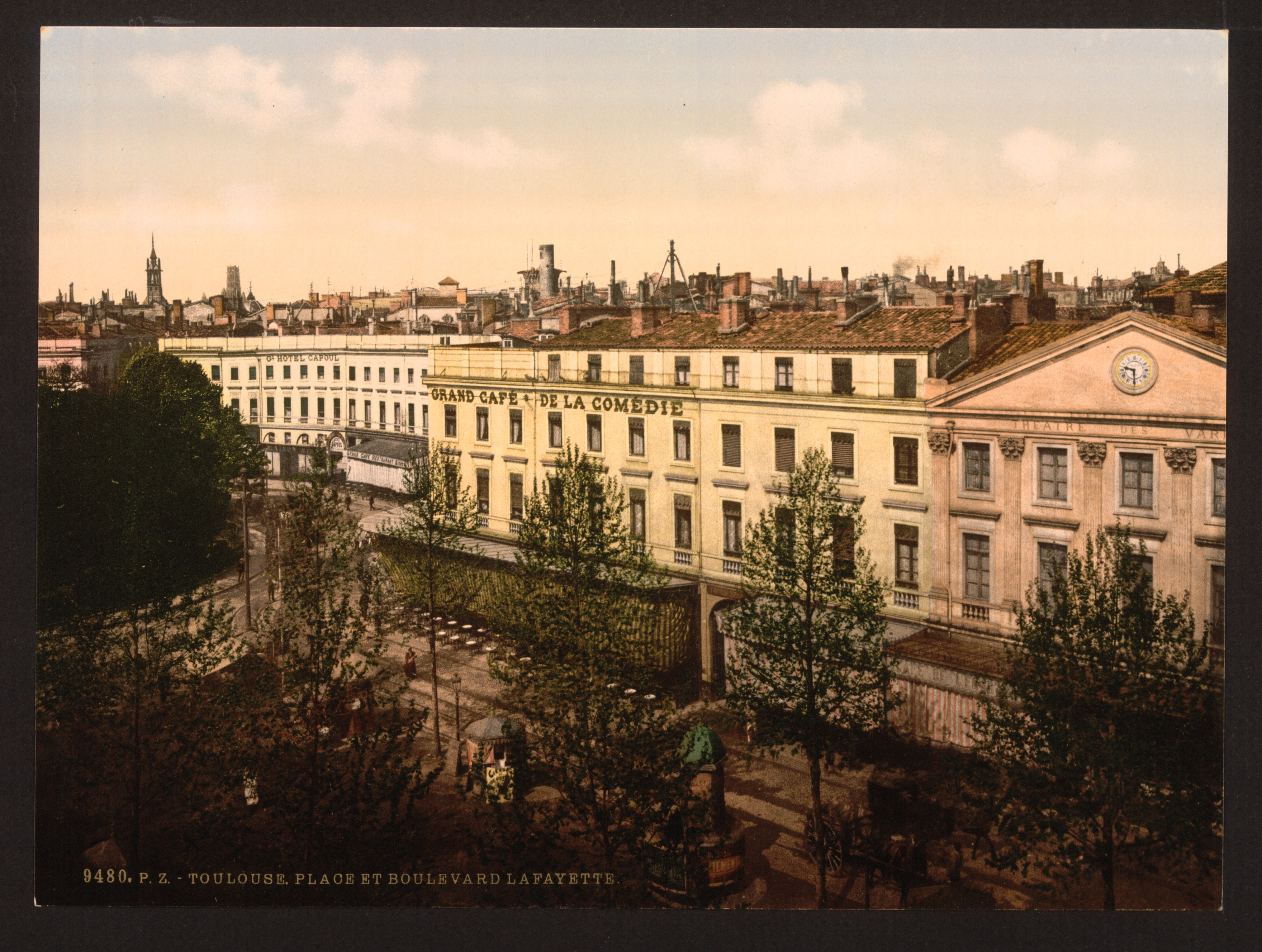
Les « allées Lafayette » au début du XXe siècle (1905, Bibliothèque du Congrès).

Durant la Seconde Guerre mondiale, le cinéma des Variétés est le théâtre d'un tragique événement. À la fin du mois de février 1944, trois résistants lot-et-garonnais – Rosine Bet, Enzo Godéas et David Freiman –, membres de la 35e brigade FTP-MOI, sont choisis pour commettre un attentat au cinéma des Variétés (actuel no 9) qui diffuse deux films de propagande nazie, le Juif Süss et la Libre Amérique. Ils doivent, après avoir assisté à la séance du soir, laisser sous les fauteuils une bombe à retardement qui doit détruire le cinéma dans la nuit. Mais elle explose entre les mains de David Freiman, qui est tué sur le coup, faisant plusieurs blessés parmi les spectateurs. Rosina Bet et Enzo Godéas, grièvement blessés eux-mêmes, sont arrêtés, conduits à l'Hôtel-Dieu et interrogés par la police française. Rosina Bet meurt le 3 mars des suites de ses blessures, tandis qu'Enzo Godeas, emmené à la prison Saint-Michel pour y être torturé, est condamné à mort et exécuté le 22 juin. L'événement marque l'intensification des activités de la police contre les membres de la 35e brigade, démantelée par une série d'arrestations dans les semaines qui suivent.

## Patrimoine et lieux d'intérêt

### Immeubles des allées
- no  1-7 : immeuble.  Inscrit MH (1974, façades et toitures)[8]. 
L'immeuble, de style néo-classique, est construit entre 1824 et 1834 sur les plans de Jacques-Pascal Virebent, dans le cadre du programme d'aménagement de l'actuelle place du Président-Thomas-Wilson. 
L'immeuble se situe à l'angle de la place (actuel no 18). La façade sur les allées du Président-Franklin-Roosevelt s'élève sur quatre niveaux et se développe sur onze travées. Le rez-de-chaussée et l'entresol sont réunis par de grandes arcades de boutique voûtées en berceau, qui alternent avec des ouvertures rectangulaires superposées plus étroites. Les fenêtres des étages sont rectangulaires et mises en valeur par un ressaut. Celles du 1er étage sont de plus surmontées d'une corniche et pourvues d'un faux garde-corps à balustres. Un bandeau d'attique surmonte l'élévation[9].

- no  11 : immeuble.  Inscrit MH (1974, façades et toitures)[10]. 
L'immeuble, de style néo-classique, est construit entre 1824 et 1834 sur les plans de Jacques-Pascal Virebent, dans le cadre du programme d'aménagement de l'actuelle place du Président-Thomas-Wilson. 
L'immeuble se situe à l'angle du boulevard de Strasbourg (actuel no 1). La façade sur les allées du Président-Franklin-Roosevelt s'élève sur quatre niveaux et se développe sur sept travées. Le rez-de-chaussée et l'entresol sont réunis par de grandes arcades de boutique voûtées en berceau, qui alternent avec des ouvertures rectangulaires superposées plus étroites. Les fenêtres des étages sont rectangulaires et mises en valeur par un ressaut. Celles du 1er étage sont de plus surmontées d'une corniche et pourvues d'un faux garde-corps à balustres. Un bandeau d'attique surmonte l'élévation[11].

### Cinéma des Variétés
Inscrit MH (1974, façades et toitures) et  Patrimoine XXe siècle (2007).
Le cinéma des Variétés est construit à l'emplacement d'un théâtre plus ancien, construit par l'architecte Urbain Vitry entre 1836 et 1837, en respectant l'ordonnance néo-classique des façades conçues par Jacques-Pascal Virebent pour la place du Président-Thomas-Wilson – il ne se distinguait que par son fronton triangulaire.
En 1928, le théâtre des Variétés est racheté par Roger Richebé et Pierre Braunberger, qui veulent en faire un cinéma moderne – le cinéma parlant se développe alors rapidement – et décident de démolir l'ancien bâtiment. L'édifice actuel est élevé entre 1930 et 1932 sur les plans de l'architecte Robert Armandary : il est remarquable par son architecture moderne en béton armé et son décor Art déco. La blancheur du béton enduit tranche avec la brique des immeubles voisins. Les bas-reliefs sont du sculpteur Ossip Zadkine.
À l'intérieur, ce sont alors pas moins de 2500 spectateurs qui se pressent dans la salle unique du nouveau cinéma, conçue sur le modèle des théâtres à l'italienne, avec balcons circulaires, mezzanines et même loges individuelles. En 1976, le cinéma est racheté et réaménagé par l'Union générale cinématographique (UGC), qui divise le volume de la grande salle afin d'aménager six salles de projection plus petites. Le 2 juillet 2019, alors que l'immeuble a été racheté par un groupe d'investissement, le cinéma ferme,.

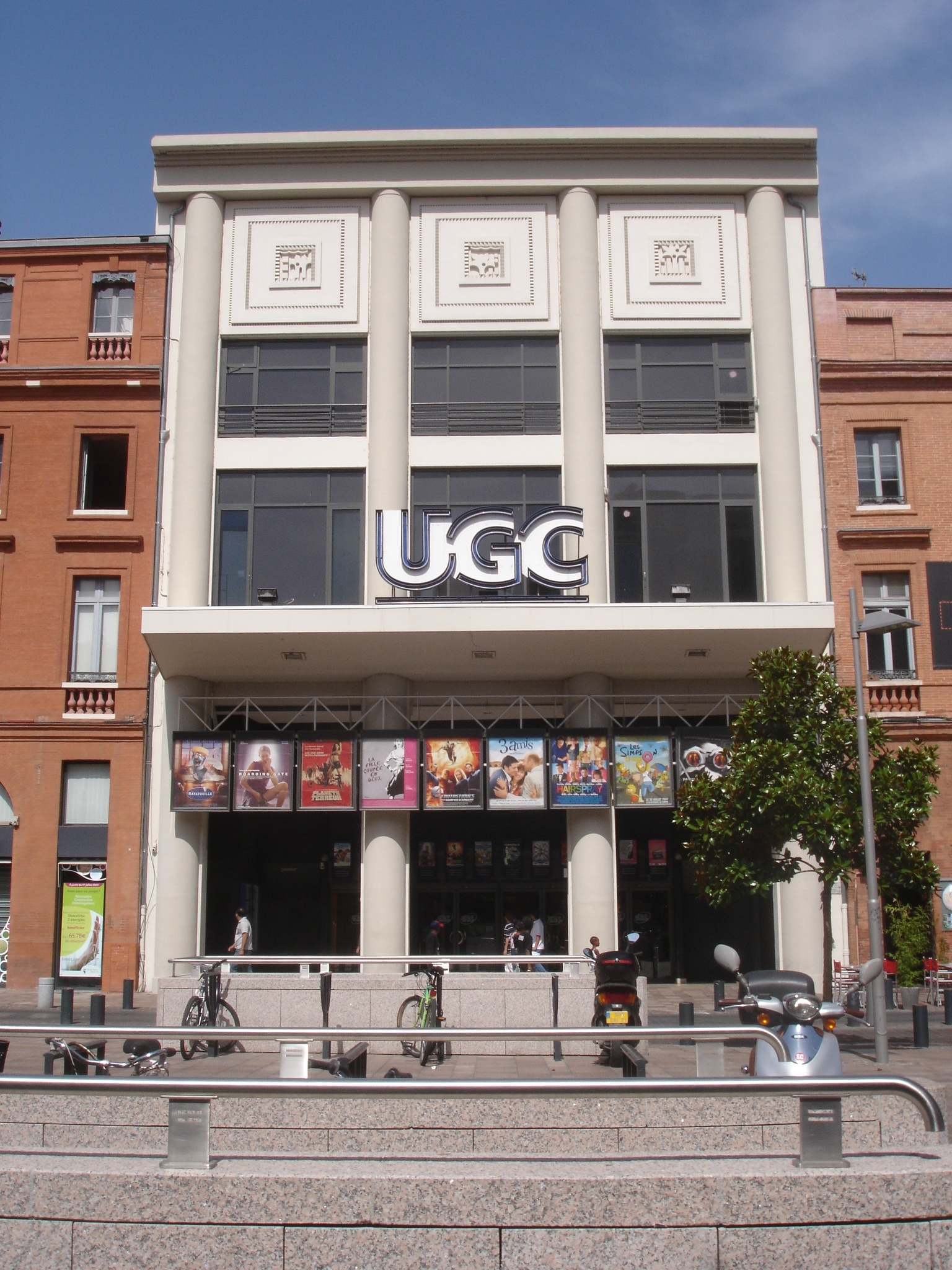
Le cinéma des Variétés (1930, Robert Armandary).
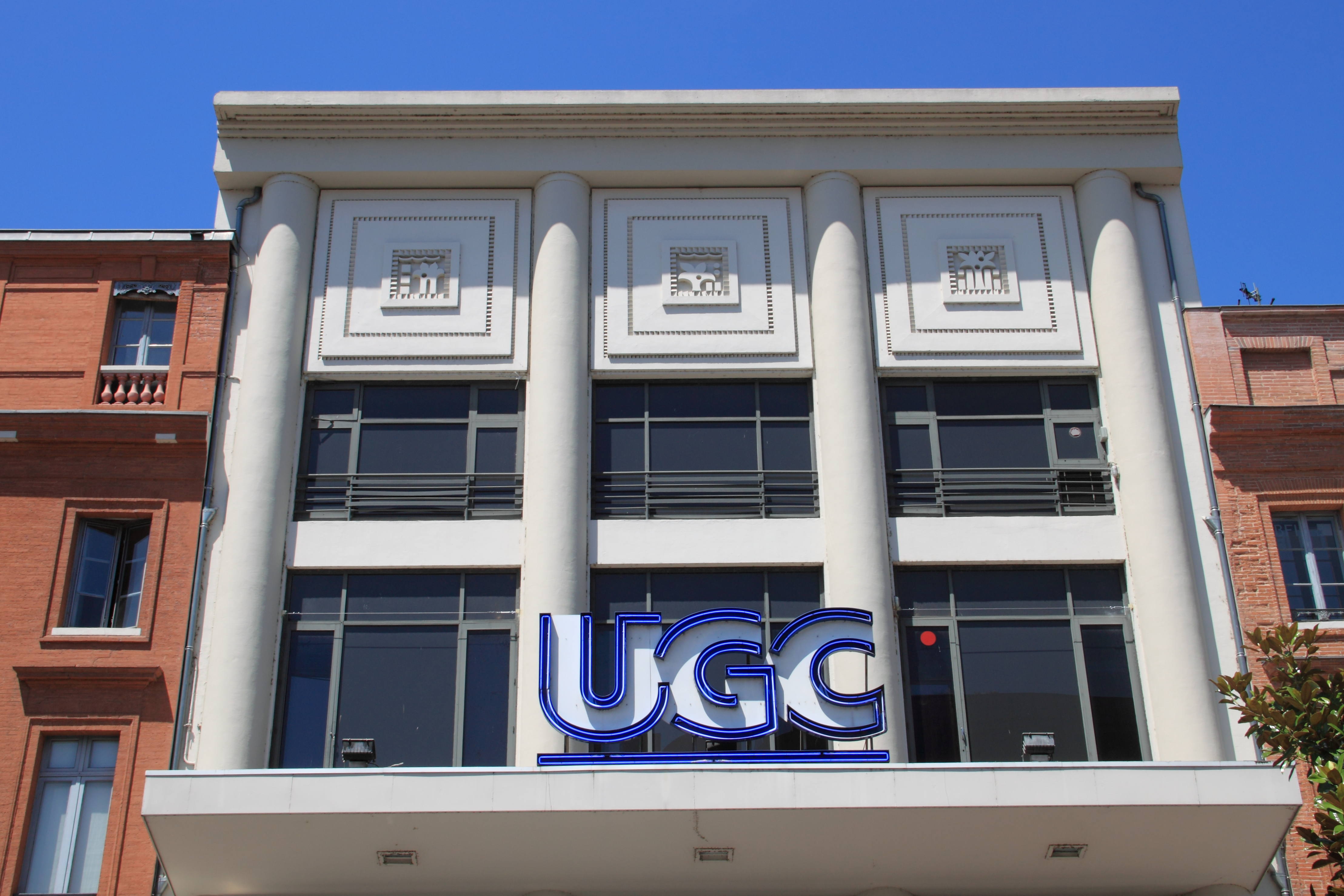
Détail des étages.
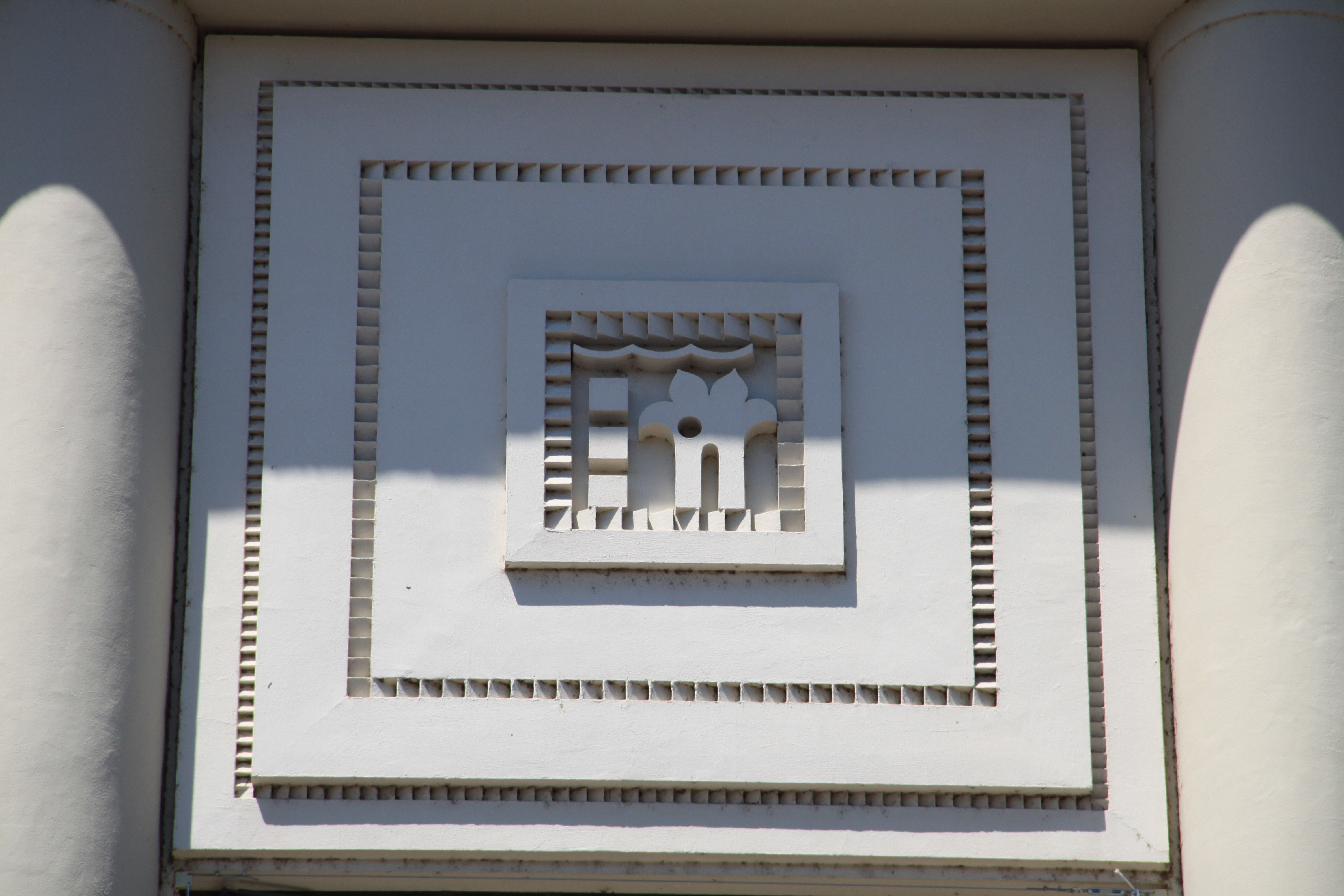
Détail d'un bas-relief, par Ossip Zadkine.

### Kiosques
Les kiosques sont construits en 1931 sur les plans de Jean Montariol, afin de remplacer des kiosques plus anciens de la deuxième moitié du XIXe siècle. Il y avait douze pavillons : quatre ont été démolis en 1991 lors de l'aménagement de la station Jean-Jaurès. Les autres pavillons ont été également menacés de disparition en 2008. 
Les kiosques sont représentatifs du style Art déco que développe l'architecte à cette époque. Ils sont bâtis en béton armé, mais revêtus d'un enduit clair imitant la pierre. Ils ont quatre faces, percées sur ses trois côtés de larges ouvertures. Un décor en mosaïque de grès de couleur permet d'animer les élévations : il prend place sous l'appui des ouvertures et dans les bandeaux qui les lient. Les kiosques sont surmontés d'une large toiture débordante qui protège les clients des intempéries,.